# Syngonanthus minutulus
Syngonanthus minutulus là một loài thực vật có hoa trong họ Eriocaulaceae. Loài này được (Steud.) Moldenke miêu tả khoa học đầu tiên năm 1946.